# Мискин, Идрисс
Идрисс Мискин Буитчохо (15 марта 1948, Форт-Лами (ныне Нджамена), Французская Экваториальная Африка — 7 января 1984) — чадский политический и государственный деятель, дипломат, Министр иностранных дел Чада (1982—1984). Министр транспорта, почты и телекоммуникаций (1978—1979).
Хаджарского происхождения. Работал министром транспорта, почты и телекоммуникаций при Феликсе Маллуме, затем в 1979 году присоединился к движению вооружённых сил Севера Хиссена Хабре. После захвата Нджамены в июне 1982 года, стал министром иностранных дел Чада.
В 1983 году командовал правительственными войсками в стратегически важном северном городе Фая-Ларжо против поддерживаемых Ливией войск Уэддея Кичидеми и принимал активное участие в дипломатических шагах против участия Ливии в конфликте. К концу 1983 года вёл переговоры с повстанцами о прекращении гражданской войны, но умер внезапно 7 января 1984 года вскоре после своего возвращения из Аддис-Абебы (Эфиопия).
Обстоятельства его смерти остаются загадочными и поныне.